# 1996年の文学
1996年の文学（1996ねんのぶんがく）は、1996年（平成8年）の文学についてまとめた記事である。

## できごと
- 1月11日 - 第114回芥川龍之介賞・直木三十五賞（1995年下半期）の選考委員会開催。
- 4月14日 - 三島由紀夫の未発表作品の原稿、創作ノートを含む大量の資料が発見される[1]。これらは、前年に亡くなった三島夫人・平岡瑤子が保管・整理していたもの[1]。
- 4月26日 - 大量に見つかった三島の未発表作品・資料が、山梨県南都留郡山中湖村に譲渡されることに決まり、その地に「三島由紀夫文学館」を建設することが村議会で可決[2]。
- 9月12日 – 山中湖村のホテルマウント富士で「第一回 三島由紀夫シンポジウム」が開かれ、三島の未発表原稿などが多数展示される[3]。

## 賞

### 芥川賞・直木賞
第114回（1995年下半期）
- 芥川賞 - 又吉栄喜『豚の報い』
- 直木賞 - 小池真理子『恋』、藤原伊織『テロリストのパラソル』

第115回（1996年上半期）
- 芥川賞 - 川上弘美『蛇を踏む』
- 直木賞 - 乃南アサ『凍える牙』

### その他の賞
- 谷崎潤一郎賞（第32回） - 受賞作なし
- 泉鏡花文学賞（第24回） - 柳美里『フルハウス』、山田詠美『アニマル・ ロジック』
- 山本周五郎賞（第9回） - 天童荒太『家族狩り』
- 柴田錬三郎賞（第9回） - 連城三紀彦『隠れ菊』

## 1996年の本

### 小説
- 伊井直行 『三月生まれ』（講談社）
- 佐藤亜有子 『ボディ・レンタル』（河出書房新社）
- 敷村良子 『がんばっていきまっしょい』（マガジンハウス）
- 乃南アサ 『凍える牙』（新潮社）
- 野沢尚 『恋愛時代』（幻冬舎）
- 馳星周 『不夜城』（角川書店）
- 林真理子 『不機嫌な果実』（文藝春秋）
- 坂東眞砂子 『山妣』（新潮社）
- 藤野千夜 『少年と少女のポルカ』（ベネッセコーポレーション）
- 宮部みゆき 『蒲生邸事件』（毎日新聞社）
- 村上春樹 『レキシントンの幽霊』（文藝春秋）
- 村田喜代子 『蟹女』（文藝春秋）
- 森博嗣 『すべてがFになる』（講談社）
- 柳美里 『フルハウス』（文藝春秋）

### その他
- 赤瀬川原平 『新解さんの謎』（文藝春秋）
- 河合隼雄・村上春樹 『村上春樹、河合隼雄に会いにいく』（岩波書店）
- 村上春樹 『うずまき猫のみつけかた―村上朝日堂ジャーナル』（新潮社）
- 宮崎駿 『出発点 1979〜1996』（徳間書店）
- 米原万里 『魔女の1ダース』（読売新聞社）

## 物故
- 1月5日 - 長井勝一、日本の編集者・実業家。青林堂の創業者であり、『ガロ』の初代編集長である。74歳没。
- 1月28日 - ヨシフ・ブロツキー、ロシアの詩人・随筆家。1987年にノーベル文学賞を受賞した。55歳没。
- 2月12日 - 司馬遼太郎、日本の小説家。72歳没。
- 2月26日 - 大藪春彦、日本の小説家。61歳没。
- 3月2日 - 飯干晃一、日本の作家。71歳没。
- 3月3日 - マルグリット・デュラス、フランスの小説家・脚本家。81歳没。
- 3月18日 - オデッセアス・エリティス、ギリシアの詩人。84歳没。
- 4月23日 - パメラ・トラバース、イギリスの児童文学作家。96歳没。
- 6月10日 - 宇野千代、山口県出身の小説家・随筆家。98歳没。
- 8月15日 - 丸山真男、日本の政治学者・思想史家。82歳没。
- 12月16日 - ローレンス・ヴァン・デル・ポスト、オレンジ川植民地（現在の南アフリカ共和国の一部）出身の文筆家。90歳没。
- 12月21日 - マーグレット・レイ、ドイツ生まれの絵本作家。『ひとまねこざる』シリーズの作者として知られる。90歳没。